# Kup rizikovku a investuj zbytek
Kup rizikovku a investuj zbytek je strategie z oblasti osobních financí, která preferuje rizikové životní pojištění a pravidelné investice (např. v rámci podílových fondů) před produktem životního pojištění kombinujícím obě složky dohromady (pojištění a investici, v Česku nejčastěji investiční životní pojištění). Zastánci tohoto přístupu argumentují cenovou výhodností rizikového životního pojištění a také významně vyšší srozumitelností pro spotřebitele.

## Původ strategie
Koncept této strategie (Buy term and invest the difference) se zrodil ve Spojených státech jako reakce na vysokou nákladovost kombinovaných produktů životního pojištění. Na jedné straně stojí rizikové životní pojištění (term life insurance) poskytující ochranu pouze pro případ pojistné události v rámci ujednané pojistné doby, a na druhé straně kombinované produkty životního pojištění (whole life, endowment, universal life insurance, variable life insurance), které spojují pojistnou ochranu a tvorbu kapitálové hodnoty. 
Situace a argumenty v Česku jsou obdobné. Hlavním zástupcem kombinovaných produktů je investiční životní pojištění. Kritika konstrukce a propagace tohoto produktu sílí v posledních letech.[kdy?] Hlavními mezníky jsou
- Benchmark ČNB o propagaci životních produktu z roku 2013[2]
- Rozšíření pravomocí finančního arbitra od roku 2014

## Nevýhody investičního životního pojištění
Zastánci strategie Kup rizikovku a investuj zbytek argumentují zejména výrazně vyšší nákladovostí investičního životního pojištění a jeho nesrozumitelností pro průměrného spotřebitele. Konkrétní uváděné nevýhody jsou tyto: 
- Systém úhrady počátečních nákladů (část pojistitelů používá systém tzv. počátečních jednotek, který neumožňuje spotřebiteli snadno vyhodnotit celkovou výši počátečního poplatku. Jiným příkladem nesrozumitelnosti je použitá terminologie, kdy místo označení „počáteční poplatek“ hovoří pojistné podmínky o „alokačním procentu“, jehož význam je pro průměrného spotřebitele nejasný).

- Nevyčíslení celkových počátečních poplatků (výše počátečního poplatku není ve smlouvě vyčíslena. Její výše je dána odkazem na sazebník poplatků s obecnými pravidly, např. procenta, a je ponecháno na samotném spotřebiteli, aby si výši dopočítal sám. Tuto situaci se snaží částečně změnit chystaná novela[kdy?] zákona 38/2004, která zavádí ukazatel počátečních nákladů, pouze však v relativní výši).

- Výše počátečních poplatků (výše počátečního poplatku záleží na pojistné době – čím delší doba trvání pojistné smlouvy, tím vyšší hodnota počátečního poplatku. Pro doby trvání nad 25 let obvykle dosahuje 180 % až 200 % ročního pojistného. Tedy u smlouvy s měsíčním pojistným 1000 Kč je počáteční poplatek až 24 000 Kč).

- Existence akumulovaného dluhu (pojistné zaplacené pojistníkem je v prvních letech trvání pojištění spotřebováno na úhradu počátečních poplatků a nemusí tak postačovat na úhradu rizikového pojistného. Pojistitel neprovedené srážky eviduje ve formě tzv. akumulovaného dluhu, který je uhrazen v dalších letech snížením kapitálové hodnoty. V případě delší existence akumulovaného dluhu na smlouvě má pojišťovna právo požadovat po klientovi snížení pojistné ochrany nebo navýšení pojistného).

- Poplatek za předčasné ukončení smlouvy (při předčasném ukončení smlouvy jsou účtovány tzv. stornopoplatky, jejichž výše je většinou odvozena od aktuální kapitálové hodnoty. V prvních letech bývá hodnota poplatku 100%, tedy klientovi (pojistníkovi) není vyplacena žádná část kapitálové hodnoty. Příkladem je investiční životní pojištění s nejvyššími stornopoplatky na trhu. Výše poplatku v prvních šesti letech pojištění je 100%, 100%, 100%, 80%, 60%, 40% a od sedmého roku dále již není poplatek účtován).

- Přirozené rizikové pojistné (platby za pojistnou ochranu jsou nejčastěji realizovány srážkou z podílového účtu. Výše srážky kromě pojistné částky závisí i na aktuálním věku klienta – tzv. přirozené rizikové pojistné. Čím je pojištěný starší, tím je hodnota podílového účtu ponížena o vyšší částku. V závislosti na nastavení pojistné smlouvy narůstá riziko akumulovaného dluhu. Z pohledu spotřebitele se jedná o složitější systém než u rizikového pojištění, kde je cena za jednotlivá rizika vyčíslena při sjednání pojištění a standardně se po celou dobu trvání pojistné smlouvy nemění).

- Vyšší nákladovost fondů životního pojištění (pro účely investičního životního pojištění bývají vytvářeny specifické třídy fondů, jejichž nákladovost je vyšší než u tříd nabízených v rámci podílových fondů nebo je účtován dodatečný poplatek za správu fondů na straně pojišťovny).

Proti nevýhodám investičního pojištění staví zastánci strategie Kup rizikovku a investuj zbytek následující vlastnosti rizikového životního pojištění:
- Nulové počáteční poplatky
- Nulové poplatky za předčasné ukončení
- Neměnná cena rizikového pojistného
- Žádný akumulovaný dluh
- Výběr investic nezávislý na nabídce pojistitele

## Nevýhody strategie Kup rizikovku a investuj zbytek
Odpůrci strategie Kup rizikovku a investuj zbytek uvádějí tyto nevýhody:
- Omezená nabídka rizikového životního pojištění (pojistitelé se v minulých letech soustředili na rozvoj investičního životního pojištění, ne každá pojišťovna má rizikové životní pojištění v nabídce).

- Omezený rozsah pojistné ochrany (některé produkty rizikového životního pojištění neumožňují pojistit všechna rizika – například invaliditu všech stupňů, nebo omezují počet pojištěných osob na jednoho – nelze pojistit v rámci jedné smlouvy dospělého např. i jeho děti).

- Nemožnost využít daňových výhod (daňové výhody jsou vázány na investiční, kapitálovou složku, a neplatí tak pro standardní rizikové životní pojištění. Pouze výjimečně lze i v rámci rizikového životního pojištění využít daňových výhod pomocí tzv. mimořádného pojistného).